# 男鹿島

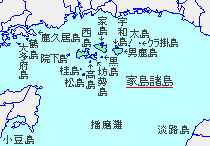
男鹿島の位置

男鹿島（たんがしま、たんがじま、だんがじま）は、瀬戸内海東部、播磨灘の家島諸島東部に位置する島。兵庫県姫路市に属する。

## 概要
かつては飾磨郡家島町に属していたが、2006年3月27日に家島町が姫路市と合併したことに伴い姫路市の一部となった。人口は27人、世帯数15（令和2年国勢調査）。
同じ家島諸島の西島とともに採石業が盛んなため、島の大部分は採石場である。青井ノ浜海水浴場や立ノ浜海水浴場があり、シーズン中は観光客でにぎわう。
島名は、現在の姫路市飾磨区付近に生息していた雌雄の鹿のうち、牡鹿がこの島へ渡ってきたという伝承による。本土の飾磨区側にはこれに対応する妻鹿という地名がある。そもそも「飾磨」という地名自体が、鹿がいたことに由来するものである。
なお、秋田県男鹿市にある一等三角点も「男鹿島」と書くが、こちらは「おがしま」と読む。

## 産業
男鹿島で採れる石材は主に花崗岩である。男鹿島を含む家島諸島は阪神都市圏に近いため、主にその地域の建築資材に用いられる。過去には大阪城の石垣や、関西国際空港の埋め立て工事にも使用された。

## 施設
- 姫路市立男鹿小学校

1988年（昭和63年）3月休校、児童は家島小学校へ通学。2006年（平成18年）9月 廃校。

## 名所旧跡
- 家島十景「淡賀楯崎」
- 大山神社遺跡 - 山頂に作られた弥生時代の高地性集落

## 交通
姫路港から坊勢島へ向かうフェリー、坊勢輝汽船のうち、男鹿島を通過する便（3便/日）、もしくはチャーター船で上陸できる。島内には公共交通機関はない。
- 男鹿島港（同島主要港）
- 男鹿島を空撮（2023年）
- 島の採石場
- 男鹿小中学校跡
- 大山神社
- 男鹿島灯台遠望